# Стеја (Хунедоара)
Стеја (рум. Steia) насеље је у Румунији у округу Хунедоара у општини Томешти. Oпштина се налази на надморској висини од 258 m.

## Становништво
Према подацима из 2002. године у насељу је живело 296 становника, од којих су сви румунске националности.